# テナワン
テナワン株式会社 (英:  TENAWAN.inc.) は、東京都港区に事務所を構える中小オフィスビルの賃貸管理・運営代行や空室対策コンサルティングを行う日本の企業である。

## 概要
テナワン株式会社は、石田竜一が2008年に設立した会社である。石田は、コスモスイニシア（旧リクルートコスモス）に新卒で入社した後、ザイマックス（旧リクルートビルマネジメント）に転籍、様々なビルの運営・不動産資産コンサルティング・売買を経験し、同社を創業した。

## 沿革
- 2008年 - テナワン株式会社[2]（旧社名バリューレイズ）を創業
- 2011年 - 日本橋の日本橋小楼を借上げ、リノベーションし、サブリースを開始
- 2015年 - 福井駅前の古ビルの再生プラン立案及びカフェを運営
- 2017年 - 西麻布でリノベーションしたシェアオフィス（テイショク西麻布[3]）を運営。同オフィスに事務所を移転
- 2019年 - 現テナワン株式会社（旧バリューレイズ）に社名変更
- 2021年 -主に福井市中心市街地の築古ビルの再生事業を行う株式会社ピンタイ[4]を合同会社サンポと合弁で設立。複数の築古ビルの再生・運営を行う
- 2022年 -福井県で学校法人が保有していた専門学校の校舎をシェアオフィス「LUFF[5]」にリノベーションして運営

## 事業内容
- オフィスビルの賃貸管理･運営代行
- オフィスビルの空室対策コンサルティング
- オフィスビルの管理費用削減コンサルティング
- 不動産再生、有効活用のコンサルティング

## 参考
- 都心小規模ビル内の都市鉱山、付置義務住宅。オーナー住戸大化けの可能性を聞く